# Sweeping Against the Winds
Sweeping Against the Winds è un film muto del 1930 di Victor Adamson, con musica sincronizzata ed effetti sonori.

## Trama
Un agente di cambio, rimasto vedovo, manda il suo unico figlio nel West a gestire una proprietà. Entrambi, sia il padre che il figlio, incontreranno l'amore.

## Produzione
Il film fu prodotto dalla Victor Adamson Productions.

## Distribuzione
Il film uscì nelle sale cinematografiche statunitensi il 20 giugno 1930 in versione sonorizzata. Nello stato di New York, il film ottenne il visto il 20 gennaio 1930.
Copia del film viene conservata in positivo 16 mm.. Negli archivi della Library of Congress si trova una copia in cinque rulli.